# 弓 (武器)

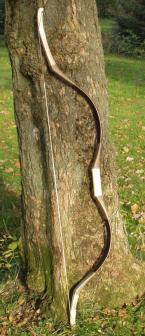
一般的な複合弓

弓（ゆみ）は、矢を発射する装置のうち人力で動作するものを言い、しなやかな竹や木に弦をかけ、弓本体の弾力を利用して矢を飛ばす武器。弦は伸縮しない材質であることが多い。
物体を投射するにあたり、人力を増幅させる道具として発祥し、発展してきた。遺跡から発掘されたり、古代壁画に描かれるほど歴史は古く、オーストラリア、タスマニア原住民を除いて広く世界に分布し、その起源は中石器時代に遡る。
狩猟の道具や攻撃兵器として扱われてきたが、重火器の登場によりその目的は減少。近代ではスポーツ道具として製造、改良されているものがほとんどである。
弦を引く方向は弓本体の湾曲平面と同方向である。これに対し、湾曲平面と垂直に弦を引く道具はスリングショットやカタパルト、パチンコと呼ばれて区別される。また、機械式で発射する道具はクロスボウやボウガンと呼ばれる。

## 分類
構造による分類としては、1本の木や竹で作った丸木弓と、木と竹または動物の腱などを張り合わせた複合弓に大別される。素朴な丸木弓は主としてヨーロッパ、東南アジア、アフリカ、オセアニア、アメリカインディアンに見られる。丸木弓よりはるかに強力な、弓幹をシラカンバの皮や漆で固めた良質な複合弓は、アッシリア、古代エジプト、古代中国、北東アジア、中央アジアに多く見られた。
弓幹の長さによる分類としては、長弓と短弓（ロングボウ、ショートボウ）に分けられるが、一般にユーラシア大陸は短弓、それ以外の地域は長弓が多い。

## 歴史

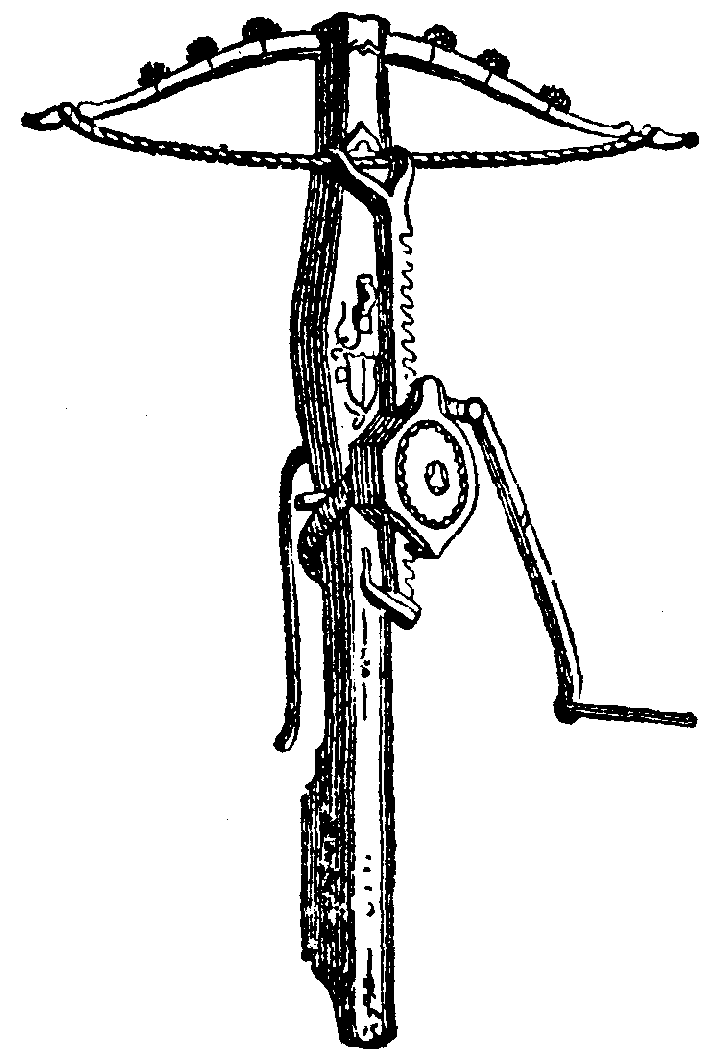
クロスボウ

### 世界の弓
弓
バビロニア、エジプト、ギリシア、ローマなどの古代諸国は射手隊を編成、特に騎馬戦や海戦に弓を用いた。当時スキタイ人やペルシア人は弓に長けていたといわれる。ケルト人は逆に弓を重視せずそれ程有能な射手もおらず、射手はもっぱら体力のない小柄な者がなった。ゲルマン人も早くから弓を狩猟に用いていたが、フン族などの騎馬遊牧民と接触してからこれに対抗するための武器として広く採用したものとみられる。ヴァイキングの時代にも弓は海戦で盛んに使用された。中央アメリカでは長い間弓は知られておらず、早くても10世紀頃までは飛び道具としてアトラアトラが用いられ続けた。
ノルマン朝の始祖ウィリアム征服王は射手隊を巧妙に使ってヘイスティングズの戦いに勝利したと言われるが、このころの弓は胸元で引く短弓やクロスボウなどの機械弓であった。しかしその後、イギリスの弓は長弓となり（このあたりの描写は映画ブレイブハートなどに見ることができる）、弓が勝敗を決したので弓隊の長は名誉の職とされた。中世英国の自営農民も自衛のためにイチイの木などで作った長弓を用い、その名手は300mも先の的を射たという。（「ロングボウ」の項も参照のこと）しかし、他国では騎士は狩猟のほか弓を用いず、弓は主として身分の低い歩兵の武器とされた。その為、身分の低い兵士はたとえ弓を装備していなくても弓兵（アーチャー、アルシェ）と呼ばれた。
機械弓
弩の出現は古代の東アジア・東南アジアで、はじめは足をかけて手で弦を引っ張る簡単な仕掛けで石や矢を射た。ヨーロッパでは古代に弩を大きくしたバリスタが用いられ、10世紀頃に弩に構造がよく似たクロスボウが軍に配備されるようになり、14世紀頃から弦を引っ張るのに梃子、ギアなどを利用するようになり、巻取機のついた大掛かりな弩から弾丸を放つようになった。
複合弓（コンポジットボウ）
アジアでは弓は主に遊牧民の武器であった。彼らの使用した複合弓はコンパクトでありながら威力と連射を両立しており、イギリスや日本で使用された長弓よりも遥かに優秀であった。また、農耕民の国家が優秀な射手の確保に苦心した一方、遊牧民は狩猟を一般的に行う為に弓の扱いに習熟した者が多く、比較的容易に優秀な射手を確保することができた。モンゴルを初めとする遊牧民の軍隊の主力はこうした複合弓を装備した軽騎兵で、騎馬の威力もあって中世におけるユーラシア大陸最強の軍事力を形成した。遊牧民の脅威を継続的に受け続けた中国でも遊牧民と同じ複合弓を使用したものの、農耕民である彼らは優秀な射手の確保が難しく、取り扱いが簡単で長期間の鍛錬を必要としない弩をもって遊牧民の騎兵に対抗する場合が多かった。
弓の変遷と銃の出現
実際、戦争でクロスボウとロングボウが戦ってロングボウが勝利したり、騎士の重装騎兵と弓兵との戦いで弓兵が勝つ事も度々あった。初期の銃は威力が低く、命中率と火薬の装填時間でも弓に劣っていたので弓も併用して使用されたが、改良された銃や火器が出現すると、一部の機械弓を除き、弓はもっぱら弓術などの武道やアーチェリーとして行われることとなる。例外的に発展途上国で自然と一体となって暮らしている少数の人々は日々の糧を弓で得ている。

### 日本の弓

#### 和弓

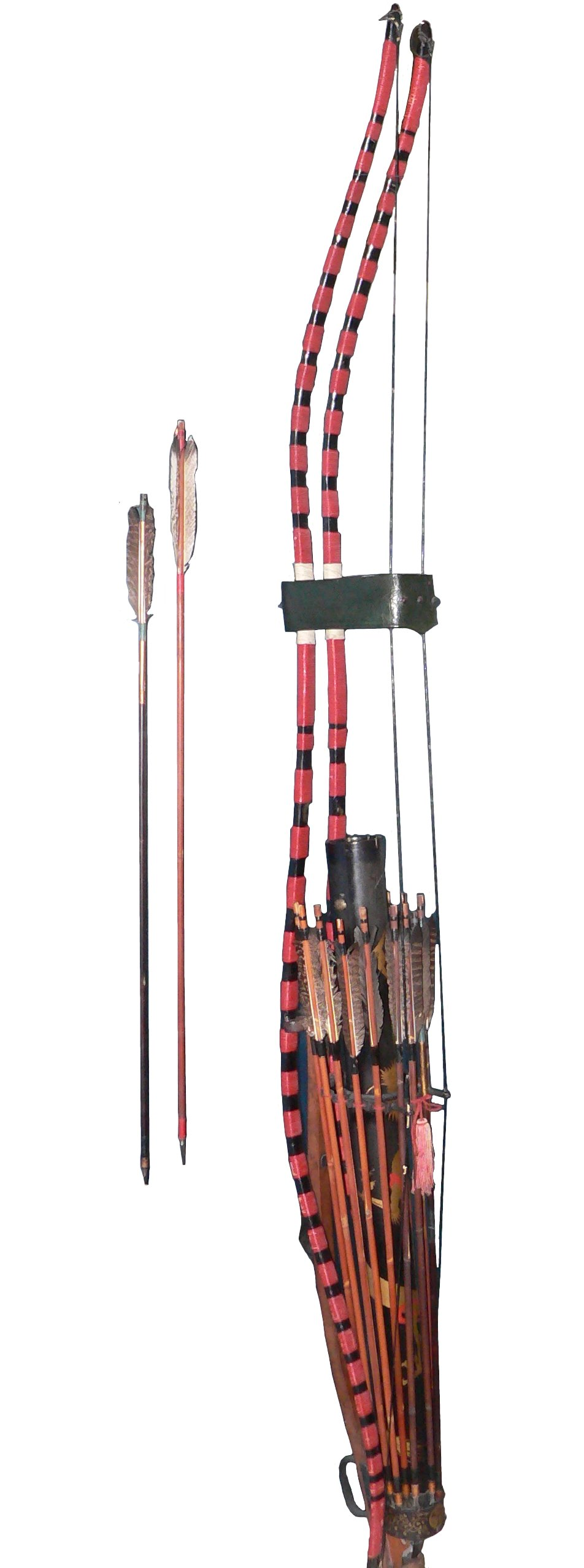
和弓

日本の弓は三国志の魏志倭人伝も記しているように長弓で7尺前後、弓幹の中央より下を握りの位置とするのが特徴である。既に縄文時代に漆を塗った複合弓と丸木弓とが併用され、鏃には主に黒曜石を使っていた。
竹と木を接着するには「にべ」というニカワ質のものを用いた。木弓でも破損を防ぐ為トウやシラカバの皮を巻いたが、複合弓は木弓よりも裂けやすく、湿度や温度の影響を受けやすいので、麻糸で千段巻に巻き込めて漆塗りにした塗弓が普通であった。この黒い漆塗りの上にさらに装飾をかねて白い細割のトウを細かな間隔で巻いた物が有名な「重籐の弓」（しげどうのゆみ）である。その種類は多彩で、握りより上を荒く巻いた「本重籐」、逆に下を荒く巻いた「裏重籐」、2箇所、または3箇所ずつトウを寄せて巻いた「二所重籐」「三所重籐」などがある。「塗籠籐」はこのトウの上にさらに漆を塗ったもので朱漆をかけたものを「笛籐」という。
弦は古くはカラムシ、中世からは麻糸をよったものを用い、漆やクスネ（松脂と油を煮込んで練り合わせたもの）を塗った。
弓具には矢を携行する容器、指を包む弽（ゆがけ）、弦を入れて携行する弦巻（弦袋）などがある。矢の容器は古くは埴輪にみられる「靫」、奈良時代には「コロク」、平安時代末には「空穂」ができた。これは雨露を防ぐ為矢を収める筒を毛皮で覆ったものである。武士はコロクから変化した「箙」を愛用したが、鎌倉時代末には「矢籠」という簡便な容器が使われ、防水性を備えた「空穂」と共にその後の戦闘に用いられた。
なお、日本の「弓」の初見は古事記にある。スサノオがアマテラスと別れる時の「弓腹振り立てて…」との一文がそれである。なお、神社の儀式で用いる弓は、梓を朱塗りし、金物を附け、弦は糸巻とする事を本義としている。

#### 小弓
- 楊弓 - 楊柳の木でできた小弓で、平安時代から公家の間で嗜まれた公家遊び（お座敷遊び）に用いられ、江戸時代には祭り文化とあいまって吉日や縁日などで、的屋（まとや）が楊弓場や矢場で提供した「懸け物」の射的に用いられた弓をさす。
- 真弓 - 檀（まゆみ）の木で出来た小弓をさし、楊弓も檀で作られるものも一般的であった。
- 雀小弓 - 平安時代に公家の子供に与えられたもっとも小さな和弓であり、「雀ほどの小動物しか射抜けない」ことや「小ささを雀に例えて」このような名称になっていると諸説ある。

#### 祭礼・祈祷
弓矢は武器のほか儀礼や呪術の道具としても用いられた。特に弓の弦の鳴らす音は異界や宇宙に通じるとされ、梓巫女が梓弓（梓の木でできた弓）の弦を鳴らして霊を招き寄せる口寄せの民俗儀礼があり、他方では弓の弦を鳴らして悪霊を退散させる鳴弦と呼ばれる民俗儀礼もみられる（後者については鳴弦の儀も参照）。
男児の初正月には破魔弓という弓矢の模型を贈り、また建築の上棟式のとき、矢を番えた弓を屋上に上げるのも魔よけの意味である。さらに新年に弓を射る神事を行って、その年の吉凶を占い、穢れを祓い魔除けとする風習もある。
- 桑の弓 - 桑弓（そうきゅう）ともいい、男の子が生まれた時に前途の厄を払うため、家の四方に向かって桑の弓で蓬の矢を射た。桑の弓は桑の木で作った弓、蓬の矢は蓬の葉で羽を矧いだ（はいだ）矢。
- 桃の弓 - 大晦日に朝廷で行われた追儺（ついな）の式で、鬼を祓う為に使われた弓で桃の木で出来ていた。葦の茎で作られた葦の矢と用いられた。
- 威儀弓 - 神社の祭礼・儀式等で用いる弓は「威儀弓」と言われる。竹製籐巻弓や梓製朱塗弓などが使用される[3]。なお、神社の祭礼や祈祷で用いる弓は弦を外して「弓袋」に納める。弓袋には「片口袋」と「両口袋」がある[1]。

#### 日本における弩・クロスボウ
日本においては、弩は既に弥生時代には中国から伝わっていたが、中国やヨーロッパと異なり、弩・クロスボウの発達する機会が無く、実際に発達しなかったし、人気も無かった。古代の律令国家から平安時代前期にかけて使われていたが、武士の登場する中世には廃れて消滅した。
中国での弩の普及は、高性能の複合短弓に熟練した大陸の遊牧騎馬民と常に対峙した事、平原での戦闘が多く大規模戦闘が頻発したという事情によるが、日本ではその事情が全くあてはまらなかった。弩・クロスボウの大きい威力と長い射程と高い命中率は、弓の技量の低い農民などを大量に動員して戦力化し、数で戦う集団戦闘において役立つものだが、中世日本では武士同士が戦う小数戦闘であり、全員が弓矢の鍛錬を行っており、弩・クロスボウの必要性が無かった。また武士にとって、弩・クロスボウには騎射ができないという欠点があった。
さらに弩・クロスボウには連射ができない（和弓で12発/分、弩・クロスボウで1発/分）という弱点があり（中国では連弩という連発式の弩が製作されているが、機構が複雑かつ威力に劣るため、当の中国でもあまり普及しなかった）、平時の手入れが大変という問題もあった。
日本では弓の長さを長大にして、素材に複合素材を用いる事で威力を増す方向に進化したため、鉄砲が普及する戦国時代後期まで弓は廃れなかった。また戦国時代には西洋よりクロスボウも伝来したが、鉄砲伝来と同時期であり、威力では鉄砲に、速射性では弓に劣るクロスボウは、中途半端であるとして普及しなかった。同様の理由で弩が復活することもなかった。
また、日本では、弓は兵士だけの武器ではなく、主要な武器として一貫して扱われ、名のある武将にとって鍛錬する必要の武芸の側面もあった。これは優れた武将を「何々の弓取り」と呼ぶことにも現れている。
戦国時代に鉄砲が主力兵器に躍り出た後も弓による射芸は生き延び、弓道へと結実した。しかし弓道は心身鍛錬の手段として心構えだけが残り、実戦的な武芸から離れてしまった（ただし現在のような運動機器が無い時代においては、筋力トレーニング的な効果もあった）。

## 言葉としての弓
弓形状に曲がっているものを「弓なり」と言い、元は真っすぐなものが、弓を引いたようにしなっている様子などを表される。

### その他
ツングース系民族は弓の他にも小型の弩を利用した罠を狩猟に使っており、アイヌではアマッポと呼んでいる。

## 弓に纏わる言葉

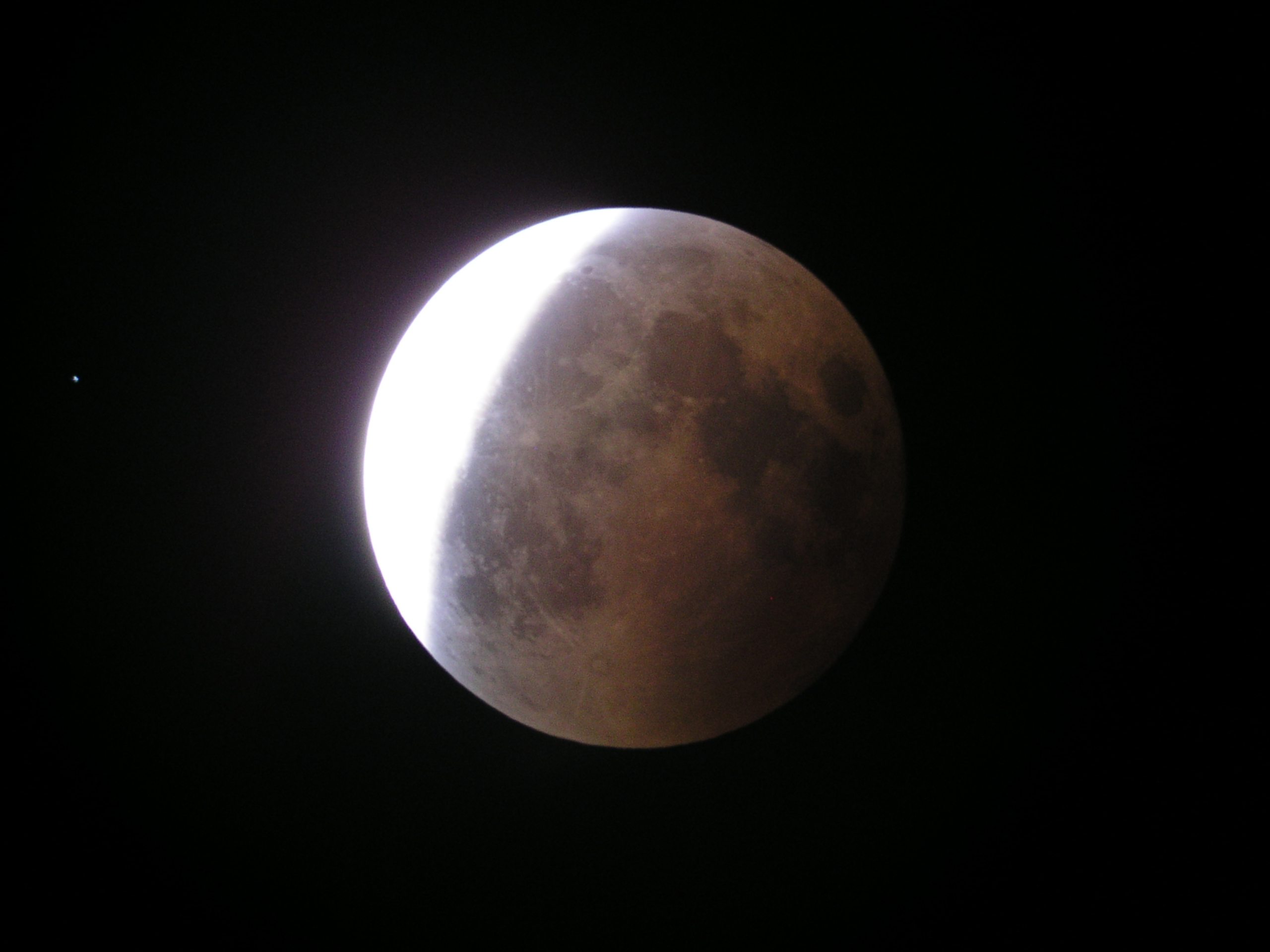
弓張り月・下弦の月

- 弓張り月 - 上弦の月・下弦の月のことをさす。
- 弓手 - ゆんで。ゆみのて。弓を持つ方の手、すなわち左手のこと。
- 弓馬の家 - 武家・武門のこと。 弓術と馬術が武家の必須技能であったことから。
- 弓馬の道 - 武家の道、武道、武芸のこと。

## 記録
飛距離の最長記録は弓職人ハリー・ドレイクが持つ、足で弓を保持し両手で弦を引くフットボウというスタイルで 1.873 km を達成した。
最も遠くの的に命中させた記録は、コンパウンドボウではマット・スタッツマンの283.47 mである。

## 出来事
- 1941年（昭和16年）、紙巻きたばこ「金鵄」のパッケージは神武天皇の弓が描かれたものとなった。しかしタバコの箱という性格上、捨てたり踏みつける可能性があり、不敬であるとの批判が起こり、早々にパッケージの変更を余儀なくされた[8]。